# Jiamatu
Jiamatu (kinesiska: 架玛吐, 架玛吐镇) är en köping i Kina. Den ligger i den autonoma regionen Inre Mongoliet, i den norra delen av landet, omkring 1 000 kilometer öster om regionhuvudstaden Hohhot. Antalet invånare är 41123. Befolkningen består av 20 234 kvinnor och 20 889 män. Barn under 15 år utgör 15,0 %, vuxna 15-64 år 79 %, och äldre över 65 år 5,0 %.
Genomsnittlig årsnederbörd är 699 millimeter. Den regnigaste månaden är juli, med i genomsnitt 149 mm nederbörd, och den torraste är januari, med 6 mm nederbörd.